# Isla King (Australia)
La isla King es una de las islas que conforman el estado de Tasmania, en Australia. Localizada en el extremo occidental del estrecho de Bass, se encuentra aproximadamente a mitad de camino entre Tasmania y Victoria. La isla debe su nombre a Philip Gidley King, quien fuera gobernador de Nueva Gales del Sur en la época en que Tasmania formaba parte del territorio de dicho estado.
En 2005, la población de la isla King ascendía a 1.570 habitantes, con una edad media de 43,1 años. El asentamiento más importante es el de Currie, localizado en la zona occidental de la isla. Otra población de importancia es la de Grassy, que inicialmente se desarrolló como un pueblo minero gracias a la existencia de una mina a cielo abierto en la cual se extraía scheelite. Tras el cierre de la mina, la población fue abandonada, aunque en años recientes el lugar volvió a tener actividad y la población se incrementó.
La isla King es reconocida por sus quesos, sus langostas, sus bifes y por su puerto, que es visitado por embarcaciones que atraviesan el estrecho de Bass. Por otro lado, la isla alberga un parque eólico perteneciente a la empresa Hydro Tasmania.

## Historia
Se cree que la Isla King fue avistada por primera vez por europeos en 1800, por la tripulación del buque Martha. Al año siguiente fue visitada por tripulantes del bergatín Harbinger, nave al cual deben su nombre los arrecifes del noroeste de la isla denominados Rocas Harbinger. La isla resultó ser abundante en focas y elefantes marinos, especies que comenzaron a ser cazadas a tal punto que casi desaparecen por completo.
En 1802, el explorador francés Nicolas Baudin visitó con sus dos barcos las islas en el transcurso de la expedición Baudin (1800-04)  como consecuencia de lo cual un buque fue enviado a Sídney para reclamar formalmente las islas para Gran Bretaña, e instalar un asentamiento. A raíz de esto, se instalaron asentamientos británicos en Bahía Port Phillip, Puerto Dalrymple, Tasmania y en el río Derwent.
Los cazadores de focas continuaron visitando la isla en forma intermitente hasta mediados de la década de 1820, tras lo cual los únicos habitantes que quedaron fueron algunos viejos cazadores y aborígenes australianos que se dedicaban a la caza de walabís para aprovechar sus pieles. Los últimos habitantes dejaron la isla hacia 1854, tras lo cual la misma fue visitada ocasionalmente por cazadores y más frecuentemente por náufragos de los numerosos hundimientos.
El submarino japonés I-25 estuvo frente a sus costas en misión de exploración.

## Naufragios
Localizada en la zona media de la entrada occidental del estrecho de Bass, la Isla King ha sido escenario de más de 60 naufragios, que dejaron un saldo que superó las 700 víctimas. Entre los hundimientos más importantes se cuentan:
- 1801, embarcación no identificada de tres mástiles, probablemente un ballenero. No hubo sobrevivientes.
- 1835, Neva, barco de convictos de 327 toneladas, 225 víctimas fatales.
- 1840, Isabella, embarcación de 287 toneladas, no hubo víctimas fatales.
- 1845, Cataraqui, embarcación de 802 toneladas, 400 víctimas fatales.
- 1854, Brahmin, embarcación de 616 toneladas, 17 víctimas fatales.
- 1854, Waterwitch, goleta de 134 toneladas, no hubo víctimas fatales.
- 1855, Whistler, clipper norteamericano de 942 toneladass, dos víctimas fatales.
- 1855, Maypo, bergatín de 174 toneladass, no hubo víctimas fatales.
- 1865, Arrow, goleta de 166 toneladas, una víctima fatal.
- 1866, Netherby, embarcación de 944 toneladas, no hubo víctimas fatales.
- 1871, Loch Leven, clipper de 1868 toneladas, una víctima fatal.
- 1874, British Admiral, clipper, 79 víctimas fatales.
- 1875, Blencathra, acorazado de 933 toneladas, no hubo víctimas fatales.
- 1910, Carnarvon Bay, embarcación de 1932 toneladas, no hubo víctimas fatales.

## Geografía
A poca distancia de la isla King, se encuentran tres pequeñas islas, con áreas de protección ambiental:
- Isla Navidad
- Isla Año Nuevo
- Isla Councillor

## Clima
| Mes                                      | Ene  | Feb  | Mar  | Abr  | May  | Jun   | Jul   | Ago   | Sep  | Oct  | Nov  | Dic  | Anual |
| ---------------------------------------- | ---- | ---- | ---- | ---- | ---- | ----- | ----- | ----- | ---- | ---- | ---- | ---- | ----- |
| Máxima promedio (°C)                     | 20.3 | 20.6 | 19.6 | 17.2 | 15.2 | 13.5  | 12.9  | 13.2  | 14.3 | 15.6 | 17.0 | 18.7 | 16.5  |
| Mínima promedio (°C)                     | 12.5 | 13.1 | 12.6 | 11.2 | 9.8  | 8.5   | 7.8   | 7.8   | 8.2  | 9.0  | 9.9  | 11.3 | 10.1  |
| Máxima absoluta (°C)                     | 38.4 | 37.6 | 35.0 | 30.0 | 23.1 | 18.6  | 18.0  | 19.6  | 26.5 | 29.5 | 33.0 | 36.0 | 38.4  |
| Mínima absoluta (°C)                     | 6.4  | 7.0  | 6.1  | −0.6 | 1.1  | 1.0   | −0.5  | −0.5  | −2.2 | 0.0  | 0.6  | 4.6  | −2.2  |
| Punto de rocío promedio a las 09:00 (°C) | 11.9 | 12.6 | 12.2 | 10.9 | 9.7  | 8.2   | 7.4   | 7.6   | 8.1  | 8.9  | 9.6  | 10.9 | 9.8   |
| Precipitación promedio (mm)              | 35.6 | 38.8 | 48.0 | 67.8 | 98.9 | 102.4 | 124.1 | 114.7 | 84.2 | 74.8 | 59.8 | 52.3 | 901.3 |

Fuente: Australian Bureau of Meteorology.